# Kita-in
Seiya-san Muryōshuji Kita-in (星野山無量寿寺喜多院?), generalmente chiamato Kita-in è un tempio buddhista della setta Tendai situato nella città di Kawagoe nella prefettura di Saitama in Giappone. È noto per la sua sala principale che era parte dell'originale castello di Edo e per le statue dei 540 Rakan (discepoli del Buddha). Viene anche chiamato informalmente Kawagoe Daishi (川越大師?).
Al giorno d'oggi è il tempio a capo dei templi della setta Tendai nella regione del Kantō.

## Origine e storia
Si pensa che il Kita-in sia stato fondato nell'830 dal monaco Ennin per ordine dell'imperatore Junna, con il nome Muryōju-ji (無量寿寺?, tempio della vita senza fine), dove Muryōju è uno dei nomi del Buddha Amitabha e il principale oggetto di venerazione del tempio. il tempio Tendai venne quindi diviso in tre templi chiamati Kita-in (北院?, tempio del nord), Naka-in (中院?, tempio di mezzo) e Minami-in (南院?, tempio del sud). Naka-in è ora un tempio separato e di Minami-in rimane solo un cimitero.
Distrutto da un incendio durante una gerra nel 1205 fu ricostruito nel 1296 dal monaco Sonkai sotto l'imperatore Fushimi e nominato tempio capo dei templi della setta Tendai nel Giappone orientale nel 1300 dall'imperatore Go-Fushimi, con il controllo di oltre 580 templi.
Raggiunse l'apice della fama e influenza sotto il prete Tenkai e fu patrocinato dai primi tre shōguns Tokugawa: Ieyasu, Hidetada e Iemitsu. Tale fu l'influenza di Tenkai che, quando il Kita-in venne distrutto da un altro incendio nel 1638, Iemitsu trasferì alcuni edifici del castello di Edo al Kita-in. Poiché il castello venne distrutto dall'incendio causato dal grande terremoto del Kantō nel 1923, il Kita-in contiene le sole strutture rimanenti del castello di Edo originale. Queste strutture comprendono le sale di ricevimento, studio, la cucina, gabinetto e il bagno usati da Iemitsu, nonché la stanza in cui si pensa che sia nato. Contiene anche la stanza di vestizione usata dalla sua balia, Kasuga no Tsubone, che divenne la signora del palazzo interno del castello di Edo. Fu in questo periodo che il Kita-in rimpiazzò il Naka-in come più influente dei tre tempi. Nello stesso periodo il carattere cinese nel suo nome fu rimpiazzato con quello corrente, per significare "grande felicità". Il tempio fu anche patrocinato dal daimyō del Dominio di Kawagoe.
La sala principale del Kan'ei-ji nel Parco di Ueno fu trasferita dal Kita-in nel 1879 e trasferita sul sito di un precedente sottotempio del Kan'ei-ji.

## Caratteristiche
- Sala ricezione – Costruita nel 15º anno dell'era Kan'ei (1638) come parte del castello di Edo, è il luogo di nascita di Tokugawa Iemitsu. L'edificio è stato dichiarato Bene culturale importante.
- Salone di scrittura – Costruita nel 16º anno dell'era Kan'ei (1639) come parte del castello di Edo, contiene le stanze private di Lady Kasuga. Dichiarato Bene culturale importante.
- Alloggio del prete – Costruito nel 15º anno dell'era Kan'ei (1638). Dichiarato Bene culturale importante.
- Cancello del tempio – Costruito nel 9º anno dell'era Kan'ei era (1632). Dichiarato Bene culturale importante.
- Torre campanaria – Costruita nel 15º anno dell'era Genroku (1702). Dichiarato Bene culturale importante.
- Jigen-do – Una cappella dedicata al prete Tenkai, costruita nel 1645. Dichiarato Bene culturale importante.
- Senba Tōshō-gū – Costruita nel 1633 per ospitare lo spirito di Tokugawa Ieyasu, venne distrutta nell'incendio del 1638 che bruciò il resto del tempio e fu ricostruita nel 1640 su ordine di Tokugawa Iemitsu, con una struttura molto simile a Nikkō Tōshō-gū.[3]. Dichiarato Bene culturale importante.
- Tahōtō – un tipo di pagoda giapponese.
- Dietro alla sala principale ci sono le tombe di cinque daimyō del clan Matsudaira, che governarono il Dominio Kawagoe nel XVIII e XIX secolo[3].
- A fianco dell'ingresso si trovano le statue dei 540 discepoli di Buddha noti come 500 rakan (五百羅漢?, Go-hyaku rakan). Scolpite tra il 1782 e il 1825 ritraggono i discepoli in una grande varietà di posizioni e attività, così che nessuno è simile all'altro.[1]. Secondo la tradizione se durante la notte, si cercano le statue fino a trovarne una calda al tatto e la si marca, tornando al giorno dopo sarà quello a cui più si rassomiglia[3]. Nonostante il nome le statue sono in realtà 540.
- Shokunin Tsukushie  – Ventiquattro scene di artigiani al lavoro, dipinte all'inizio del XVII secolo da Masanobu Kano, fondatore della scuola di pittura Kano. Le statue sono dichiarate Tesoro nazionale importante.[3]